# San Andreas (Grand Theft Auto)
Pour les articles homonymes, voir San Andreas.
San Andreas est une ville puis un État fictif appartenant à la série de jeux vidéo Grand Theft Auto de Rockstar Games. Il s'agit d'un territoire s'inspirant des villes de la côte ouest des États-Unis. Trois versions de San Andreas sont apparues dans la série.
La première version de San Andreas apparait dans le premier épisode de la série, Grand Theft Auto (univers 2D). Elle représente une ville située dans l'État de Californie, basée sur la ville de San Francisco, de par ses quartiers, ses lignes ferroviaires et son pont similaire au Golden Gate Bridge, sous le forme d'une grande île de 15 km2.
Dans Grand Theft Auto: San Andreas (univers 3D), il s'agit désormais d'un État fictif basé sur les États de la Californie et du Nevada principalement, entièrement composé d'îles et presqu'îles. L'État se divise en trois grandes villes, Los Santos, San Fierro et Las Venturas, ainsi que cinq autres comtés, Red County, Flint County, Whetstone, Tierra Robada et Bone County. La carte fait désormais 36 km2.
Grand Theft Auto V et GTA Online (univers HD) se déroulent à nouveau dans l'État de San Andreas, mais cette fois-ci uniquement dans la partie sud de celui-ci, composée de la ville de Los Santos et de ses environs proches (Blaine County),. Les villes de San Fierro et Las Venturas sont seulement mentionnées.
San Andreas se situe dans le même univers que les États de Liberty (où se trouve Liberty City), Alderney (anciennement New Guernsey ; avec Alderney City), Leonida (avec Vice City), North Yankton (avec Ludendorff) ainsi que la ville de Carcer City (utilisée dans une autre franchise de Rockstar, Manhunt).

## Étymologie
S'inspirant de la côte ouest des États-Unis, la ville (puis État) de « San Andreas » doit son nom à la faille de San Andreas, une grande faille géologique située en Californie, en décrochement, à la jonction des plaques tectoniques du Pacifique et de l'Amérique. Elle passe notamment par San Francisco et Los Angeles, provoquant des séismes très importants et dévastateurs dans tout l'État.

## Univers 2D

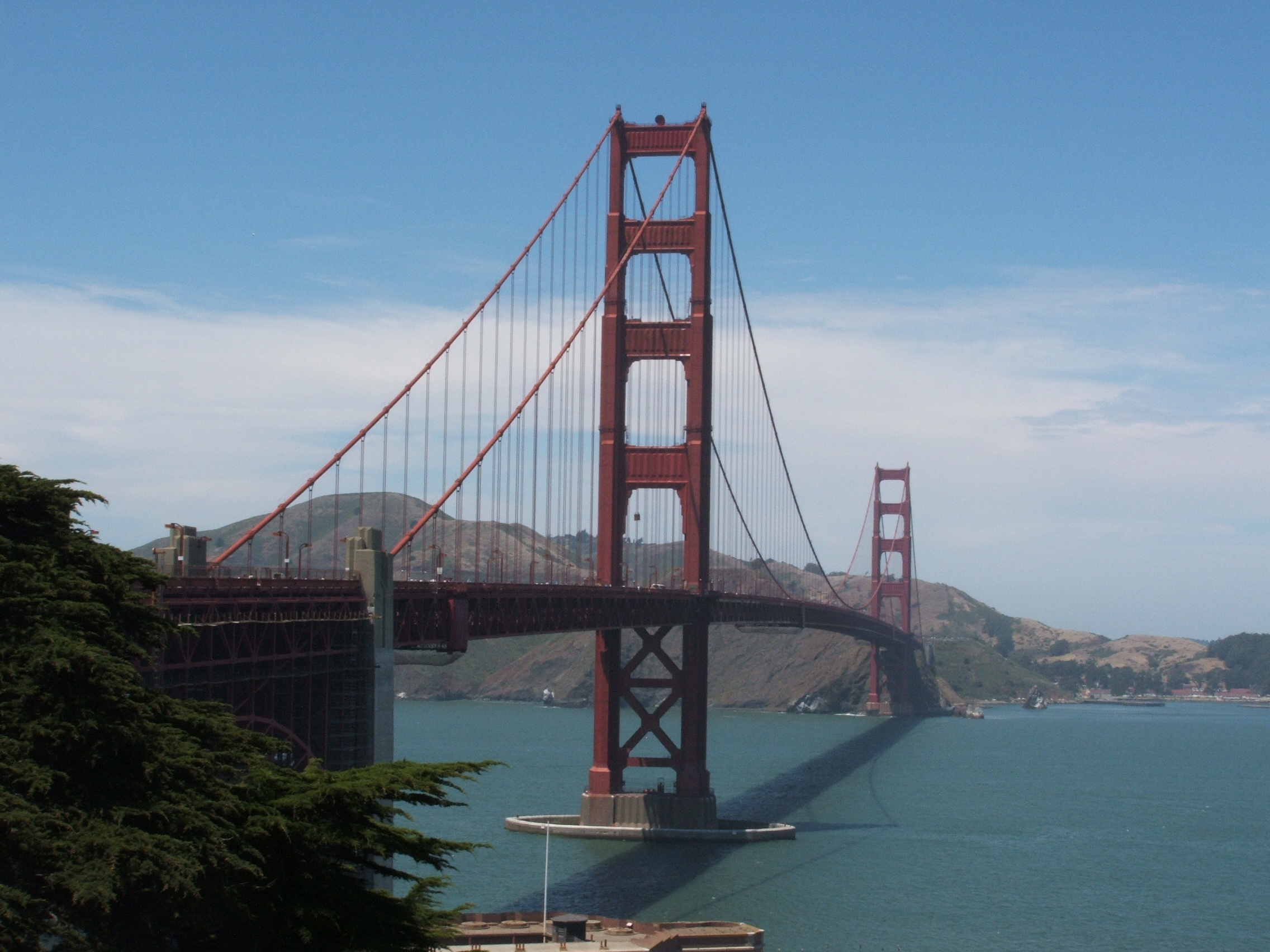
Un pont similaire au Golden Gate Bridge. (San Francisco) est présent dans le premier Grand Theft Auto.

San Andreas apparaît pour la première fois dans Grand Theft Auto, en tant que ville située dans l'État de Californie et basée sur la ville de San Francisco. Les similitudes avec la ville californienne se constatent avec ses quartiers, ses lignes de train et son pont de couleur rouge, copie du Golden Gate Bridge.
La ville se compose de treize quartiers : Atlantic Heights, Aye Valley, Chinatown, Eagleside, Excalibur, Glen Wood, Potato, Richman, Soviet Hill, Sunrise, Telephone Hill, Wood Hill et Woodside.

## Univers 3D
Grand Theft Auto: San Andreas prend place dans l'État de San Andreas, interprétation libre de plusieurs régions des États-Unis dont la Californie et le Nevada. Cet État comprend trois grandes villes fictionnelles : Los Santos (correspondant à Los Angeles), San Fierro (correspondant à San Francisco) et Las Venturas (correspondant à Las Vegas). L'environnement autour de ces villes sont modélisés depuis les véritables petites villes rurales situées dans la région sud-ouest des États-Unis. Les joueurs peuvent grimper le Mount Chiliad (basé sur le Mont Diablo), et visiter douze petites villes rurales et villages localisés dans trois comtés : Red County, Flint County, et Bone County. D'autres destinations notables incluent Sherman Dam (basé sur Hoover Dam), une base secrète militaire nommée Area 69 (basée sur la Zone 51) et autres points géographiques. San Andreas possède une superficie de 36 km2, et est quatre fois plus grand que Vice City, visible dans Grand Theft Auto Vice City et cinq fois plus grand que Liberty City dans GTA III. Ces trois villes sont liées par des réseaux autoroutiers, ferroviaires et aériens.

### Los Santos

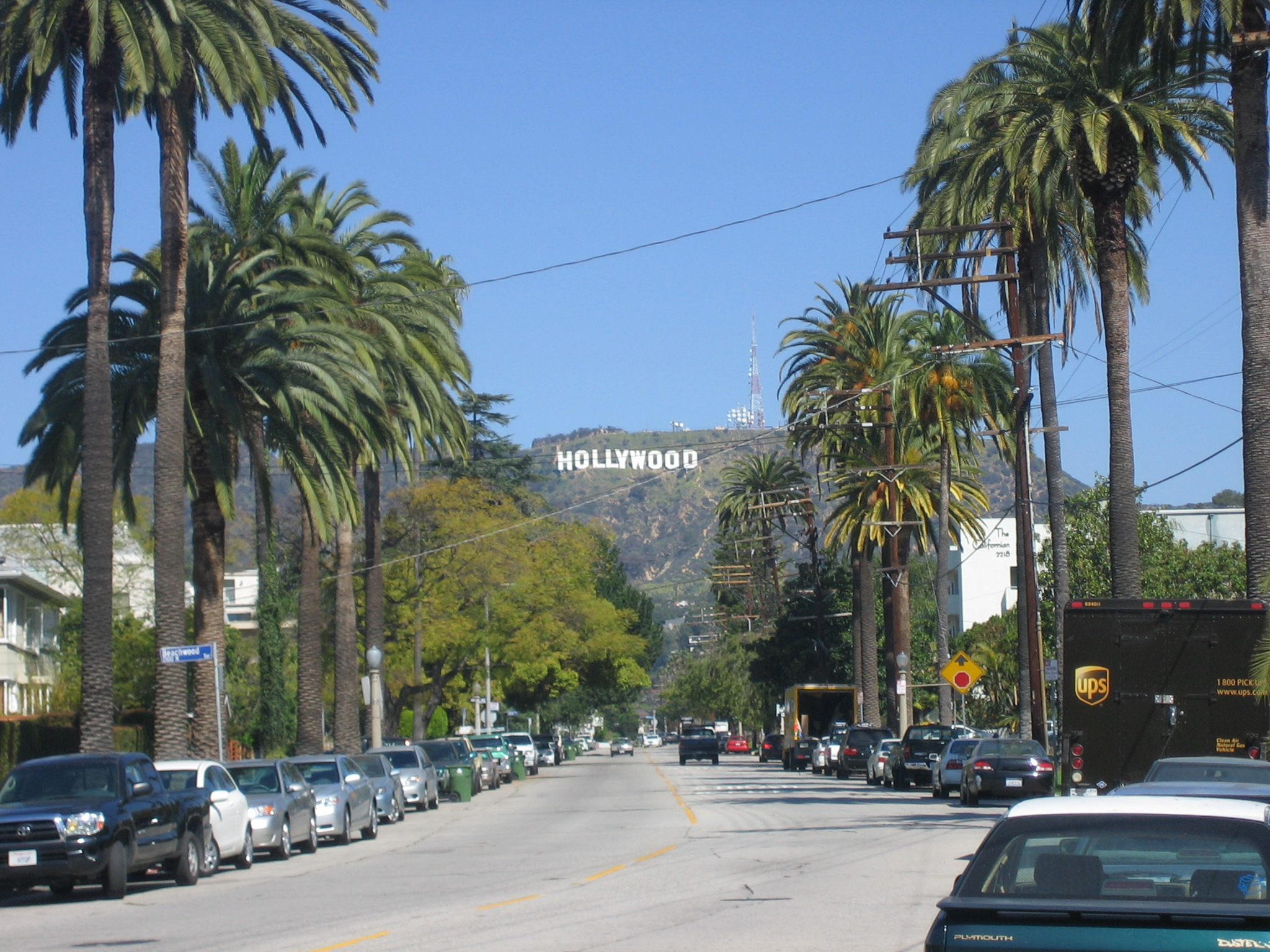
Los Angeles, lieu d'inspiration de Los Santos.

La ville de Los Santos reprend plusieurs bâtiments célèbres de Los Angeles, tels que les Watts Towers, le Los Angeles Convention Center, la Capitol Tower, la U.S. Bank Tower, le Forum, le Hollywood Walk Of Fame, le Westin Bonaventure Hotel et le Grauman's Chinese Theatre.
Plusieurs quartiers importants sont représentés, « Ganton », « Idlewood » et « East Los Santos », respectivement basés sur Compton, Inglewood, et East Los Angeles. Également, « Rodeo », « Mulholland », et « Vinewood » (où un panneau géant "VINEWOOD" tel que le panneau Hollywood est visible sur la colline) sont basés sur différents lieux de Hollywood et constituent le centre-ville de Los Santos. Le joueur peut aussi trouver un parc municipal, le « Verdant Bluff » et une plage avec une grande roue portant le nom de « Santa Maria et Verona Beach » (inspiré de la Baie de Santa Monica). Le joueur pourra également tomber sur le « Los Santos Conference Center », la représentation du Los Angeles Convention Center où se déroule notamment le salon de l'E3.

### San Fierro
La ville de San Fierro est une interprétation de certains lieux de San Francisco. Le joueur peut se promener dans « Hashbury » (inspiré de Haight-Ashbury), « Queens » (inspiré de The Castro), sur le « Gant Bridge » (d'après le Golden Gate Bridge) ou dans une représentation de Chinatown. Comme son modèle, « San Fierro » est traversée par une ligne de tramway et elle est bâtie sur de grandes collines.
Plusieurs monuments connus ont aussi été représentés tels que la grande horloge de l'Embarcadero, la Transamerica Pyramid (nommée « Big Pointy Building » dans le jeu), Lombard Street (« Windy Windy Windy Street ») ainsi que des quartiers écossais de Forth Bridge et de Forth Road Bridge. L'hôtel de ville ressemble grandement à celui de San Francisco. Le quartier nommé « Garcia » est un hommage au meneur du groupe Grateful Dead, le défunt Jerry Garcia natif de San Francisco.

### Las Venturas
Directement inspirée de Las Vegas, la ville de Las Venturas est entièrement consacrée aux casinos où le joueur peut disputer des parties de blackjack, de poker, de roulette et utiliser des machines à sous. De nombreux clubs de strip-tease sont également représentés.
Différents casinos du Las Vegas Strip ont été reproduits tels que le « Come-a-Lot » (d'après l'Excalibur), « The Camel's Toe » avec son sphynx et sa pyramide (d'après le Luxor), « The Visage » (d'après The Mirage) ou le « Clown In The Pocket » (d'après le Circus Circus).
Cependant le joueur n'a accès qu'à deux casinos sur le strip pour essayer les jeux de hasard : le « Caligula's » (d'après le Caesars Palace) et le « Four Dragons Casino » (d'après l'Imperial Palace), et un petit casino dans la zone industrielle à l'ouest du strip. Les "Vic" et "Vicky" de Las Vegas sont respectivement remplacés par « Avery Carrington » et « Candy Suxxx », deux personnages du jeu Grand Theft Auto: Vice City.

### Étendues campagnardes et désertiques
San Andreas relie les trois grandes villes à travers des kilomètres d'autoroute, campagnes, déserts, montagnes, ou de villages, ce qui lui permet d'assurer une plus grande diversité que ses prédécesseurs. Le comté de Red (Red County), vaste étendue de campagne au nord de Los Santos, est une représentation du comté d'Orange (Orange County) qui fait partie de la conurbation de Los Angeles. Le territoire qui encercle « Whetstone » est appelé par extension « bad-lands ». Les badlands sont le nom d'une zone du Dakota du Sud. Les terrains sablonneux représentés dans le jeu rappellent effectivement cette région. Le comté de Bone (Bone County) reprend l'Arizona avec ses arches de pierre.
De ce fait, San Andreas se trouve souvent limité à une réplique de la Californie et du Nevada, mais l'inspiration semble bien plus vaste, avec l'Arizona et le Dakota, mais aussi certains comportements ruraux types de la région de l'Utah.

## Univers HD
Grand Theft Auto V et Online reprennent place dans l'État de San Andreas, plus précisément dans la partie sud de ce dernier, composé de la ville de Los Santos et du comté de Blaine (Blaine County), inspiration de Los Angeles et de ses environs.
La carte est principalement composée de plusieurs montagnes, de canyons et collines, une ville métropolitaine au sud, un désert avec un grand lac en plein centre. Quelques petites villes dont Paleto Bay, Sandy Shores, Chumash, Grapeseed et Harmony sont incluses.

### Galerie

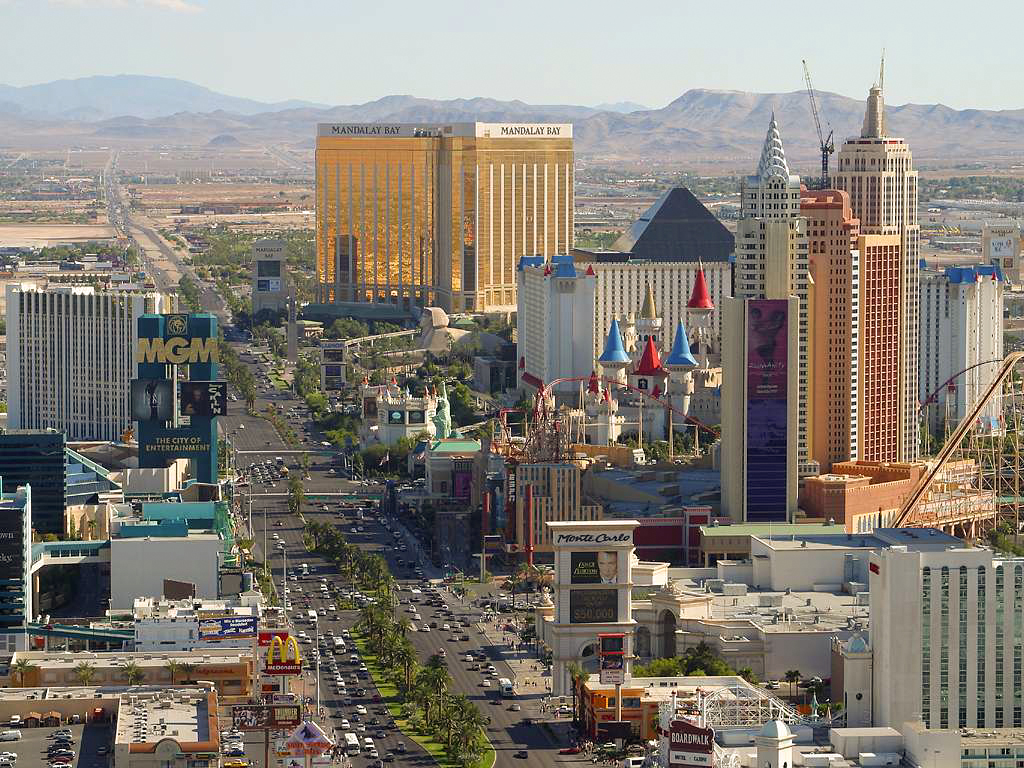
De nombreux lieux de Las Vegas sont clairement retranscrits à Las Venturas dans GTA San Andreas.
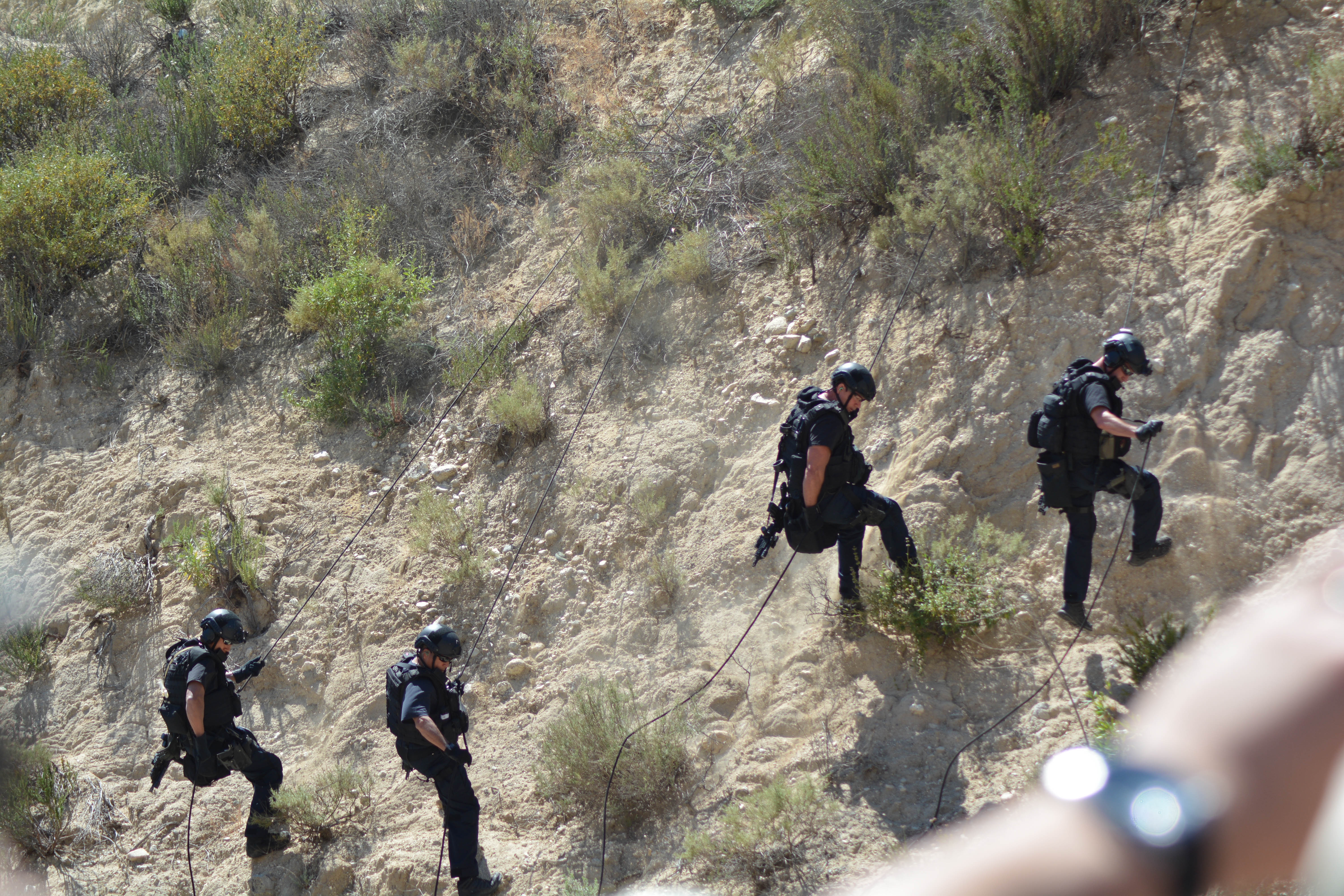
Le SWAT du LAPD est présent dans GTA San Andreas, GTA V et GTA Online sous le nom de LSPD pour Los Santos Police Department.
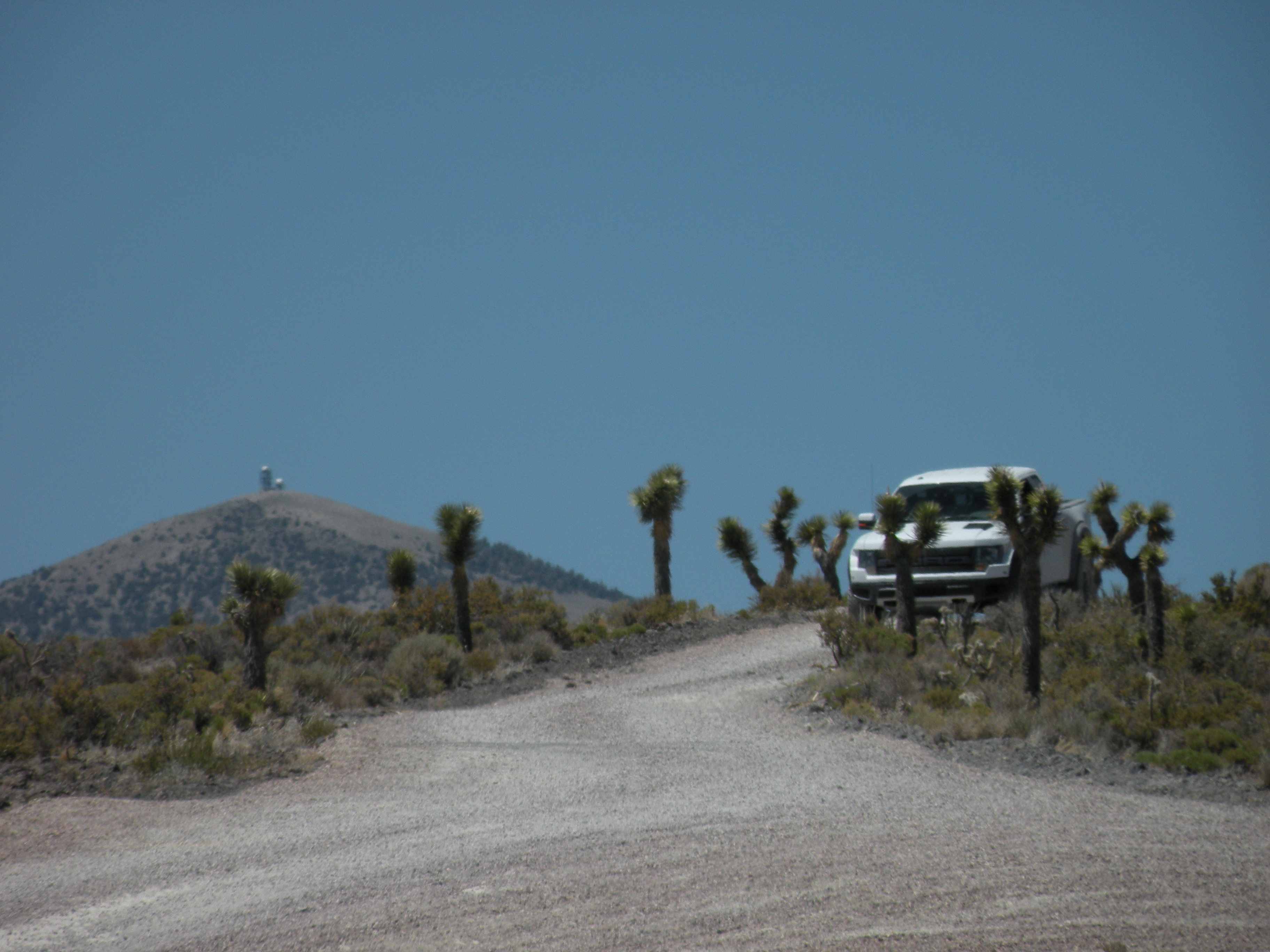
La zone 51 où se trouve une base militaire américaine secrète est reprise dans la série Grand Theft Auto sous le nom de zone 69.
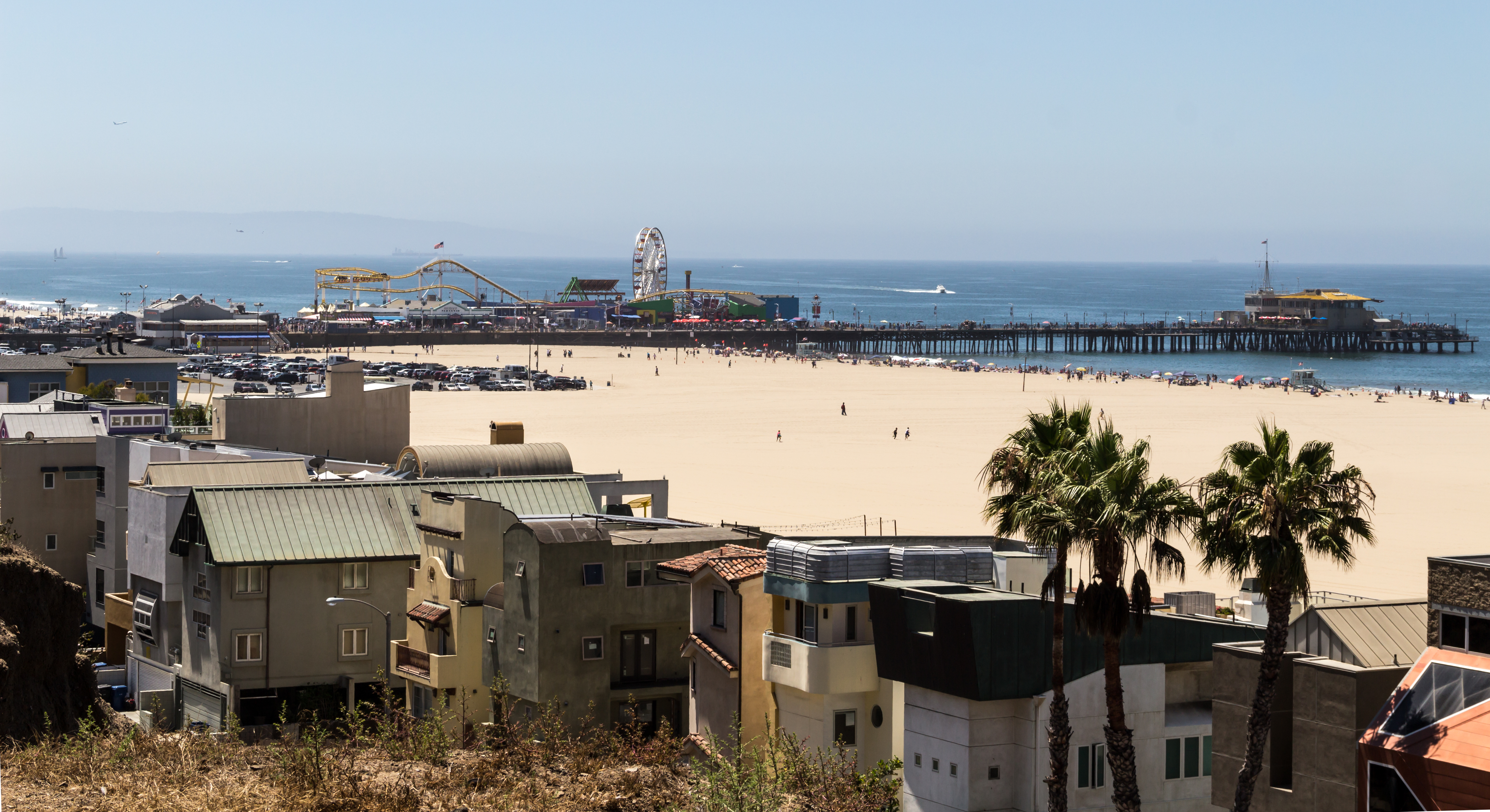
La plage de Santa Monica apparaît dans la ville côtière fictive de Santa Maria.
Le quartier d'Hollywood et son célèbre panneau existe dans la saga sous le nom de Vinewood.